# Mont-Saint-Sulpice
Mont-Saint-Sulpice is een gemeente in het Franse departement Yonne (regio Bourgogne-Franche-Comté) en telt 807 inwoners (1999). De plaats maakt deel uit van het arrondissement Auxerre.

## Geografie
De oppervlakte van Mont-Saint-Sulpice bedraagt 19,7 km², de bevolkingsdichtheid is 41,0 inwoners per km².
De onderstaande kaart toont de ligging van Mont-Saint-Sulpice met de belangrijkste infrastructuur en aangrenzende gemeenten.

## Demografie
Onderstaande figuur toont het verloop van het inwonertal (bron: INSEE-tellingen).